# أبو زرعة البجلي
أبو زرعة بن عمرو بن جرير بن عبد الله البجلي الكوفي، راوي حديث نبوي. عراقي، من ثقات التابعين وعلمائهم،اسمه هرم وانما شهر بكنيته وصار اسمه كنيته على الأشهر، وقيل: اسمه عمرو كأبيه ; وذلك لأن أباه مات في حياة جده فسمي أبو زرعة باسمه. رأى الإمام علي بن أبي طالب، وكان ثقة نبيلا، شريفا كثير العلم، وفد مع جده جرير على معاوية. وسمع من جده أحاديث وكان من علماء التابعين. توفي سنة 91 هـ.

## روايته للحديث النبوي
- ورَوَى عَن: جده جرير بْن عَبد الله البجلي وثابت بْن قيس النخعي، وأبي هُرَيْرة، وخرشة بْن الحر، وعبد الله بْن عَمْرو بْن العاص، وعبد اللَّه بْن يَحْيَى الحضرمي، وعُمَر بن الخطاب مرسل، ومعاوية بْن أَبي سُفْيَان، وأبي ذر الغفاري يقال: مرسل.
- رَوَى عَنه: عمه إِبْرَاهِيم بْن جرير بْن عَبد اللَّهِ البجلي، وإبراهيم بْن يزيد النخعي، وبكير بْن عامر البجلي، وابن ابنه جرير بْن أيوب البجلي، وابن عمه جرير ابن يزيد البجلي، والحارث العكلي، والحسن بْن عُبَيد الله، وسلم بْن عَبْد الرحمن، وطلق بْن معاوية: النخعيون، وعَبْد اللَّهِ بْن بشر الخثعمي وعبد الله بْن شبرمة الضبي، وعَبْد اللَّهِ بن يزيد النخعي وعلي بْن مدرك وعمارة بْن عُمَير، وعمارة بن القعقاع بن شبرمة الضبي، وعَمْرو بْن سَعِيد الثقفي، وعيسى بْن المُسَيَّب البجلي، وغيلان بْن عَبد اللَّه العامري، وفضيل بْن غزوان الضبي، وموسى الجهني، وابن ابنه يَحْيَى ابن أيوب البجلي، ويزيد بْن زاذي مولى بجيلة، وأبو التياح الضبي، وأبو حيان التَّيْمِيّ، وأبو فروة الهمداني.[4]

## الجرح واتعديل
اقوال العلماء فيه
- أبو حاتم الرازي: ثقة، ومرة: مجهول.
- أبو حاتم بن حبان البستي: ذكره في الثقات.
- ابن حجر العسقلاني: ثقة.
- ابن عبد البر الأندلسي: ثقة.
- عبد الرحمن بن محمد بن منده الأصبهاني: ثقة.
- عبد الرحمن بن يوسف بن خراش: صدوق ثقة.
- محمد بن عمر الواقدي: كان من علماء التابعين.
- يحيى بن معين: ثقة.